# نورتن بوش
نورتن بوش (بالإنجليزية: Norton Bush)‏ هو رسام أمريكي، ولد في 22 فبراير 1834 في روتشستر في الولايات المتحدة، وتوفي في 1894 في سان فرانسيسكو في الولايات المتحدة.